# Hispidella hispanica
La  Hispidella hispanica  Barnadez ex Lam, 1789  è una specie di pianta angiosperma dicotiledone della famiglia delle Asteraceae. Hispidella hispanica è anche l'unica specie del genere Hispidella  Barnadez ex Lam, 1789 .

## Etimologia
Il nome scientifico della specie è stato definito dai botanici Miguel Barnadez (c.1717-1771) e Jean-Baptiste Pierre Antoine de Monet de Lamarck (1744-1829) nella pubblicazione " Encyclopedie Methodique. Botanique. Paris" ( Encycl. [J. Lamarck & al.] 3(1): 134) del 1789. Il nome scientifico del genere è stato definito nella stessa pubblicazione.

## Descrizione

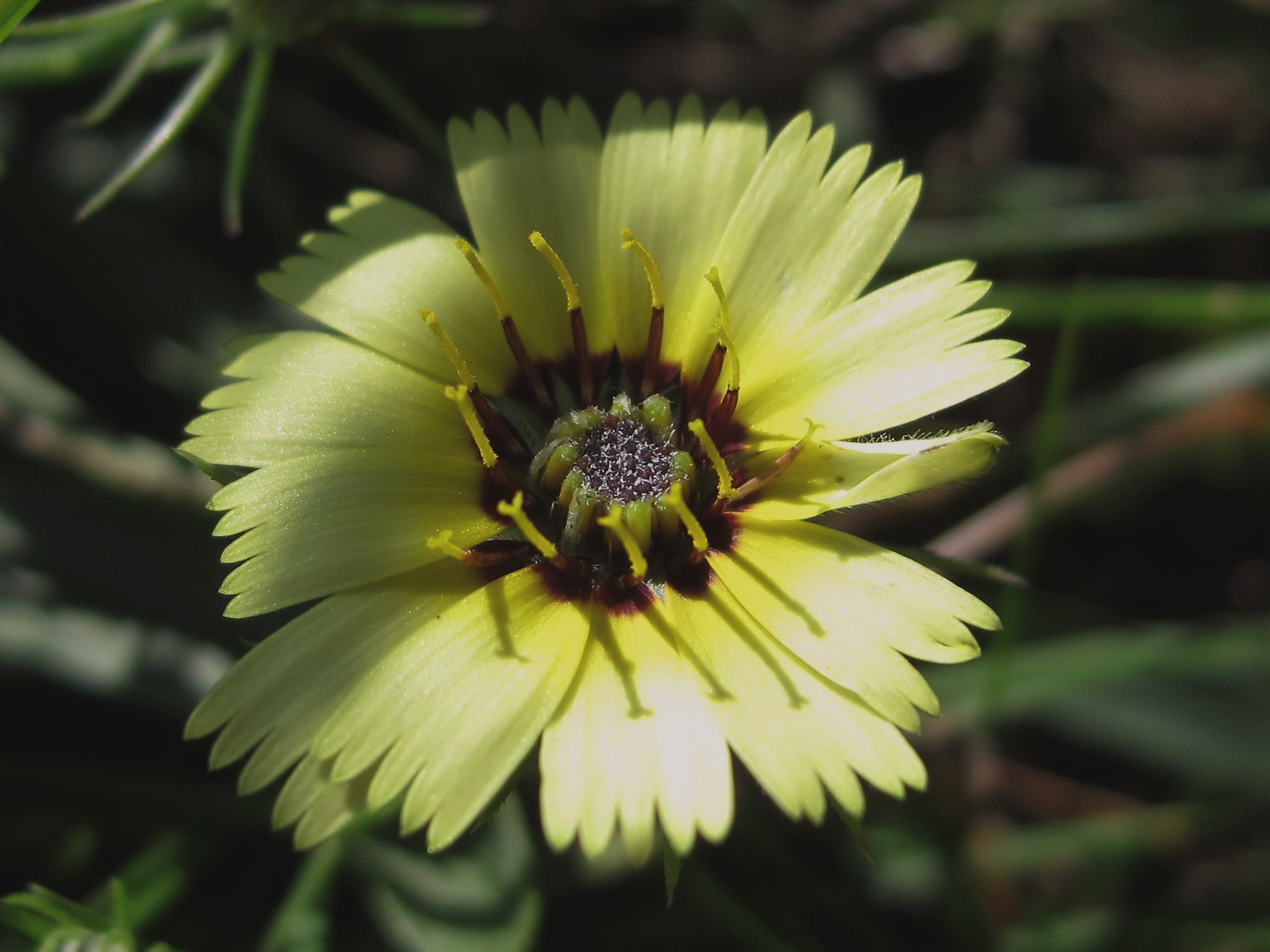
Infiorescenza

Habitus. Hispidella hispanica, con cicli biologici annuali, sono piante non molto alte. Tutte le specie del gruppo sono provviste di latice; la pubescenza è formata da peli ramificati oppure no.
Fusto. I fusti, in genere eretti e ascendenti, sono di solito solitari e mediamente ramificati o afilli. Le radici in genere sono di tipo fittonante.
Infiorescenza. L'infiorescenza è composta da uno o più capolini terminali peduncolati. I peduncoli alla fruttificazione si espandono verso l'alto. I capolini, solamente di tipo ligulifloro, sono formati da un involucro composto da diverse brattee (o squame) all'interno delle quali un ricettacolo fa da base ai fiori ligulati. L'involucro ha una forma più o meno cilindrica ed è formato da una singola serie di brattee. Il ricettacolo, alla base dei fiori è cigliato.
Fiori. I fiori, tutti ligulati, sono tetra-ciclici (ossia sono presenti 4 verticilli: calice – corolla – androceo – gineceo) e pentameri (ogni verticillo ha in genere 5 elementi). I fiori sono ermafroditi, fertili e zigomorfi.
- Formula fiorale:

*/x K {\displaystyle \infty }, [C (5), A (5)], G 2 (infero), achenio
- Calice: i sepali del calice sono ridotti ad una coroncina di squame.
- Corolla: le corolle sono formate da un tubo e da una ligula terminante con 5 denti; il colore è giallo palido. I fiori interni sono più piccoli e colorati di brunastro.
- Androceo: gli stami sono 5 con filamenti liberi e distinti, mentre le antere sono saldate in un manicotto (o tubo) circondante lo stilo.[13] Le antere sono codate e allungate con una appendice apicale; i filamenti sono lisci. Il polline è tricolporato.[14]
- Gineceo: lo stilo è filiforme con rami allungati. Gli stigmi dello stilo sono due divergenti e ricurvi con la superficie stigmatica posizionata internamente (vicino alla base).[15] L'ovario è infero uniloculare formato da 2 carpelli.

Frutti. I frutti sono degli acheni privi di pappo. Gli acheni hanno una forma da oblunga a obovoide-obconica con apice troncato e privi di becco (non sono compressi); gli acheni sono provvisti di 10 coste longitudinali.

## Biologia
- Impollinazione: l'impollinazione avviene tramite insetti (impollinazione entomogama tramite farfalle diurne e notturne).
- Riproduzione: la fecondazione avviene fondamentalmente tramite l'impollinazione dei fiori (vedi sopra).
- Dispersione: i semi (gli acheni) cadendo a terra sono successivamente dispersi soprattutto da insetti tipo formiche (disseminazione mirmecoria). In questo tipo di piante avviene anche un altro tipo di dispersione: zoocoria. Infatti gli uncini delle brattee dell'involucro (se presenti) si agganciano ai peli degli animali di passaggio disperdendo così anche su lunghe distanze i semi della pianta.

## Distribuzione e habitat
Questa specie si trova solamente nella penisola Iberica. Si tratta di un endemismo delle parti centrali e occidentali della penisola.

## Tassonomia
La famiglia di appartenenza di questa voce (Asteraceae o Compositae, nomen conservandum) probabilmente originaria del Sud America, è la più numerosa del mondo vegetale, comprende oltre 23.000 specie distribuite su 1.535 generi, oppure 22.750 specie e 1.530 generi secondo altre fonti (una delle checklist più aggiornata elenca fino a 1.679 generi). La famiglia attualmente (2021) è divisa in 16 sottofamiglie.

### Filogenesi
Il genere di questa voce appartiene alla sottotribù Hieraciinae della tribù Cichorieae (unica tribù della sottofamiglia Cichorioideae). In base ai dati filogenetici la sottofamiglia Cichorioideae è il terz'ultimo gruppo che si è separato dal nucleo delle Asteraceae (gli ultimi due sono Corymbioideae e Asteroideae). La sottotribù Hieraciinae fa parte del "quinto" clade della tribù; in questo clade è posizionata alla base ed è "sorella al resto del gruppo comprendente, tra le altre, le sottotribù Microseridinae e Cichoriinae.
I seguenti caratteri sono distintivi per la sottotribù:
- queste piante sono spesso ricoperte da piccoli, soffici peli ramificati;
- gli acheni hanno delle forme obovoidi-coniche non compresse;
- il becco degli acheni è assente;
- il pappo è formato da setole fragili.

Il nucleo della sottotribù Hieraciinae è l'alleanza Hieracium - Pilosella (comprendenti la quasi totalità delle specie della sottotribù - oltre 3000 specie) e formano (insieme ad altri generi minori) un "gruppo fratello". Il genere di questa voce, nell'ambito della sottotribù occupa, in base agli ultimi studi di tipo filogenetico, una posizione ambigua (ancora da definire) tra il genere Hieracium e il genere Pilosella. Probabilmente nel corso del tempo si sono verificati diversi fenomeni di ibridazione intergenerica con i due generi indicati.
I caratteri distintivi per le specie di questo genere sono:
- il peduncolo alla fruttificazione si gonfia;
- il pappo è assente.

Il numero cromosomico della specie è: 2n = 18 (diploide).

### Sinonimi
Sono elencati alcuni sinonimi per questa entità:
Sinonimi per la specie
- Arctotis hispidella Juss. ex DC.
- Bolosia piloselloides  Pourr. ex Willk.
- Hispidella barnardesii  Cass.
- Hispidella hispanica f. tubuliflora  P.Silva & Teles
- Hispidella welwitschii  Rupr.
- Soldevilla setosa  Lag.

Sinonimi per il genere
- Bolosia  Pourr. ex Willk. & Lange
- Soldevilla  Lag.